# تپه چغا سفید
تپه چغا سفید مربوط به دوره نوسنگی - عصر مس است و در حاشیه جنوب غربی دهلران واقع شده و این اثر در تاریخ ۳ بهمن ۱۳۷۹ با شمارهٔ ثبت ۲۹۸۳ به‌عنوان یکی از آثار ملی ایران به ثبت رسیده است.